# Maximilian von Gravenreuth
Maximilian Freiherr von Gravenreuth (* 3. November 1851 in Zweibrücken; † 8. Februar 1928 in Miesbach) war ein deutscher Jurist, Politiker (Zentrum) und Mitglied des Deutschen Reichstags.

## Leben
Gravenreuth besuchte die Lateinschule in Würzburg und München und das Ludwigsgymnasium daselbst als Zögling der Königlichen Pagerie. Er studierte von 1869 bis 1873 Rechtswissenschaften an der Universität in München. Danach war er Rechtspraktikant beim Königlichen Stadtgericht München links der Isar und bei den Bezirksgerichten München rechts der Isar. Den Staatskonkurs absolvierte er 1877 und von 1878 bis 1880 war er Praktikant und Accessist bei der Regierung von Oberbayern. 1880 wurde er Bezirksamtsassessor in Eggenfelden und im November 1880 auf Wunsch nach Garmisch versetzt.
Von 1884 bis 1887 war er Mitglied des Deutschen Reichstags für den Reichstagswahlkreis Oberbayern 3 Aichach, Friedberg, Dachau, Schrobenhausen und die Deutsche Zentrumspartei.